# Конституция Украины
Конститу́ция Украи́ны (укр. Конституція України) — высший нормативный правовой акт Украины.
Современная украинская конституция принята Верховной радой Украины 28 июня 1996 года.

## Предыдущие Конституции Украины

### Филиппа Орлика 1710 года
После смерти гетмана Ивана Мазепы, 5 апреля 1710 года в городе Бендеры (ныне Приднестровье/Молдавия), между новым гетманом Филиппом Орликом и той частью украинского казачества, которая была верна Мазепе и Орлику, был заключён и обнародован документ «Договоры и постановления прав и вольностей войсковых…», в котором были описаны права и обязанности гетмана и его подданных. Документ этот был подобен Конституциям, которые заключались между королями Польши и шляхтой («Nihil novi», «Генриковы артикулы»), и известен в истории под названием «Конституция Орлика». Документ был составлен на западнорусском языке и на латыни. Название на латыни: лат. «Pacta et Constitutiones legum libertatumqe Exercitus Zaporoviensis», то есть слово «постановления» переведено словом лат. constitutiones, от которого, собственно, происходит современное слово «конституция».
В полном названии этого документа было написано: «Утверженные при вольной элекции формальною присягою от того же Ясновельможнаго Гетмана потверженные», то есть гетман и его подданные дали присягу выполнять эту конституцию.
«Договоры и постановления» провозглашали независимость Войска Запорожского (в тексте употребляются равнозначные названия: «Украина» и «Малая Россия») от России и Речи Посполитой под протекцией Швеции. Территория определяется как «Малая Россия, отчизна наша» (статья 2), «Украина» (статья 14), а жители как «Народ Малороссийский», «Сыны Малороссийские», и определялась согласно Зборовскому договору 1649 года.
«Конституции Орлика» установлены памятники:
- 9 апреля 2010 года на территории Бендерской крепости в Приднестровье установлен памятный знак в честь 300-летия, при открытии присутствовали министры иностранных дел Швеции и Польши[1].
- 29 июня 2011 года в городе Кристианстад, Швеция. Открытие было приурочено к 300-й годовщине Конституции Филиппа Орлика и 15-й годовщине современной Конституции Украины[2].

### Украинской Народной Республики
Конституция Украинской Народной Республики была принята 29 апреля 1918 года Центральной Радой. Конституционный процесс начался Центральной Радой сразу же после провозглашения Первого универсала созданием конституционной комиссии в составе 100 чел. во главе с Михаилом Грушевским. Конституцию предполагалось принять Всеукраинским Учредительным Собранием; этому помешала германская оккупация Украины (которая происходила согласно Брестскому договору между Германией и большевистской Россией). В последний день своего существования, 29 апреля 1918 г., Центральная Рада утвердила её положения, но в жизнь не внедрила, поскольку сама была распущена (по согласованию с руководством германского оккупационного корпуса) гетманом Украины Павлом Скоропадским.
Конституция УНР имела подзаголовок — «Устав о государственном устройстве, правах и вольностях УНР» и состояла из 83 статей, объединённых в 8 разделов: I. Общие постановления (статьи 1-6); II. Права граждан Украины (статьи 7-21); III. Органы власти УНР (статьи 22-26); IV. Всенародное Собрание УНР (статьи 27-49); V. О Совете Народных Министров УНР (статьи 50-59); VI. Суд УНР (статьи 60-68); VII. Национальные союзы (статьи 69-78); VIII. Об временное прекращение гражданских свобод (статьи 79-83).
УНР провозглашалась «государством суверенным, самостоятельным и ни от кого независимым», суверенное право в которой принадлежит народу (всем вместе гражданам республики). Территория эта неделима и без согласия 2/3 парламента граница меняться не может.
Гражданином считалось лицо, которое приобрело это право законным путём, двойное гражданство не предусматривалось. Актовая, гражданская и политическая дееспособность наступала с 20 лет. Все граждане, независимо от возраста, веры, расы, пола провозглашались равными в своих правах. Им гарантировались все права и свободы, как то: свобода слова, печати, совести, избирать и быть избранным (активное и пассивное избирательное право), свободное место проживания, передвижения, неприкосновенность личной жизни, тайна переписки и т. д. Устанавливались порядок выборов и законотворческая процедура. Власти распределялась на ветви: законодательную, исполнительную и судебную. Законодательная принадлежала Всенародным Собранию УНР, исполнительная — Совету Народных Министров, судебная — Генеральному Суду УНР.
Национальным меньшинствам предоставлялось право объединяться в национальные союзы, которые формировали органы самоуправления, выдавали корпоративные законы, которые не противоречили бы Конституции УНР, устанавливали бюджет и т. п. На случай войны или восстания гражданские свободы ограничивались специальным законом не более чем на 3 месяца, который принимали Всенародное собрание или Совет Народных Министров.
Итак, Центральная Рада видела УНР классической парламентской республикой, без президента. На основании Конституции предусматривалась разработка целого ряда законодательных актов.

### Украинской ССР

#### 1919 год
10 марта 1919 года 3-й Всеукраинский съезд Советов принял первую конституцию Украинской ССР. Была принята в окончательной редакции Всеукраинским Центральным Исполнительным Комитетом на заседании 14 марта 1919 года).

#### 1929 год
Вторая Конституция УССР была принята 15 мая 1929 года. Она устанавливала полновластие трудящихся, отменяла частную собственность (см. НЭП), подтверждала вхождение в состав СССР, закрепляла принцип главенства общесоюзных органов и общесоюзного законодательства.

#### 1937 год
Следующая Конституция Украинской ССР была принята Чрезвычайным 14-м съездом Советов УССР 30 января 1937 года. В ней высшей властью в республике был наделён Верховный Совет УССР (укр. Верховна Рада). Украинская Социалистическая Советская Республика тогда же была официально переименована в Украинскую Советскую Социалистическую Республику.

#### 1978 год
Новая Конституция УССР была принята 20 апреля 1978 года вслед за принятием новой союзной конституции. В период с 1989 по 1995 года в текст Конституции вносился ряд изменений.

## Конституция Украины 1996 года
8 июня 1995 года президент Украины Леонид Кучма и председатель Верховной Рады Украины Александр Мороз, действующий от имени парламента, подписали Конституционный договор, состоящий из 61 статьи и действовавший до момента принятия новой конституции. Конституционный договор установил новые законодательные и социальные нормы.
Действующая Конституция Украины была принята 28 июня 1996 года на пятой сессии Верховной рады Украины II созыва. Закон Украины № 254/96-ВР, ратифицирующий новую Конституцию и аннулирующий предыдущие Конституцию УССР и Конституционный договор, был официально подписан в торжественной обстановке несколько раньше, в середине июня 1996 года.
В соответствии с Конституцией день принятия Основного Закона является государственным праздником — Днём Конституции Украины. 12 июля 1996 года, в последний день работы пятой сессии Верховной Рады Украины, которая объявила о принятии Конституции Украины, впервые в истории Украины депутаты принесли присягу на верность Украине. В Мариинском дворце состоялось торжественное подписание текста Закона Украины «О принятии Конституции Украины и введении её в действие». Так завершился очередной этап постсоветского конституционного процесса на Украине — этап подготовки текста Основного Закона, дискуссий вокруг него и принятия Верховной Радой.
Конституция Украины 1996 года как высший законодательный акт определила базовые принципы организации высших органов государства и местного самоуправления, их отношения и компетенцию, а также права, свободы и обязанности человека и гражданина. Утверждение Основного Закона создало юридическую основу для эффективной и рациональной перестройки политических структур, стабилизации экономики, формирования развитого гражданского общества.
С принятием Конституции были определены базовые координаты и ориентиры, совокупность общественных ценностей — все то, что формирует политико-экономическую систему. Очерчены отношения государства и человека, государства и гражданина, их права и взаимные обязанности. Установлены пределы вмешательства государства в жизнь общества и отдельной личности.
Принятие Конституции разграничило права и обязанности различных ветвей власти, политических партий и общественных организаций.

### Структура Конституции 1996 года
Состоит из 15 разделов и 161 статьи.
- Раздел I. Общие положения.
- Раздел II. Права, свободы и обязанности человека и гражданина.
- Раздел III. Выборы. Референдум.
- Раздел IV. Верховная Рада Украины.
- Раздел V. Президент Украины.
- Раздел VI. Кабинет министров Украины. Другие органы исполнительной власти.
- Раздел VII. Прокуратура.
- Раздел VIII. Правосудие.
- Раздел IX. Территориальное устройство Украины.
- Раздел X. Автономная Республика Крым.
- Раздел XI. Местное самоуправление.
- Раздел XII. Конституционный суд Украины.
- Раздел XIII. Внесение изменений в Конституцию.
- Раздел XIV. Заключительные положения.
- Раздел XV. Переходные положения.

## Конституционный процесс на Украине после 1996 года
В период с 1996 года президенты Украины (Леонид Кучма, Виктор Ющенко, Виктор Янукович) были инициаторами пяти процессов по внесению изменений в Конституцию Украины. Две из этих кампаний (в 2000 и 2009 годах) успехом не увенчались, две другие (в 2004 и 2010 годах) привели к существенному изменению политического строя Украины; последняя же, пятая кампания была инициирована В. Януковичем в 2011 году; её результаты действовали до смены власти в 2014 году.

#### Референдум об изменении Конституции в 2000 году
В августе 1999 года, за три месяца до очередных президентских выборов, президент Украины Леонид Кучма высказался за проведение всенародного референдума с целью внесения изменений в Конституцию.
15 января 2000 года Л. Кучма подписал Указ о проведении референдума. 16 апреля 2000 года прошло голосование по всенародному референдуму по четырём вопросам (за или против):
- о введении двухпалатного парламента;
- о праве президента распускать парламент, если в течение месяца он не сформирует постоянно действующее большинство или в течение трёх месяцев не утвердит бюджет;
- о сокращении депутатов с 450 до 300;
- о лишении депутатов неприкосновенности[6].

По всем четырём вопросам проголосовавшие высказались за внесение соответствующих изменений в Конституцию. Тем не менее референдум не привёл ни к какому юридическому продолжению. Только в 2019 году последние два вопроса вылились в законодательные инициативы после победы Владимира Зеленского на президентских выборах и начала работы девятого состава Верховной рады Украины.

#### Конституционная реформа 2004 года
«Конституционная реформа» в 2003—2004 годах происходила по инициативе президента Л. Кучмы и при поддержке премьер-министра В. Януковича. Направление этой реформы было противоположно предыдущим инициативам Л. Кучмы (когда предлагалось ослабить власть будущего президента и превратить Украину в парламентскую республику, в которой правительство будет формироваться парламентом).

#### Национальный конституционный совет 2007 года
27 декабря 2007 согласно Указу В. Ющенко был создан «Национальный конституционный совет», который должен был подготовить концепцию системного обновления Конституции (см. газету «Урядовий кур'єр» от 9 января 2008 г., С. 6). 25 августа В. Ющенко подписал указ о всенародном обсуждении конституционной реформы. Планировалось, что до 1 декабря 2009 г. пройдёт всенародное обсуждение, после чего будет объявлен референдум. Однако политическое влияние В. Ющенко и среди «синего», и среди «оранжевого» электората (который в то время уже ориентировался на Ю. Тимошенко) было уже настолько мало, что эта его инициатива не получила практического воплощения.

#### Отмена Конституционной реформы в 2010 году и Конституционная Ассамблея
30 сентября 2010 года произошла отмена «Конституционной реформы» Конституционным Судом Украины — без голосования в Верховной Раде. До конца 2013 года вопрос об отмене конституционной реформы не был подтверждён решением Верховной Рады.
После отмены конституционной реформы 2004 года встал вопрос о подтверждении этой отмены голосованием в Верховной Раде. Однако в Верховной Раде не набиралось конституционное большинство, и тогда президент В. Янукович, в качестве компромисса, заявил о готовности разработать «новую редакцию Конституции». Этот процесс опять был назван «Конституционной реформой».
18 мая 2012 года В. Янукович издал Указ о создании Конституционной Ассамблеи (председателем её был назначен экс-президент Л. Кравчук), которой было поручено разработать новую конституцию, для дальнейшего её принятия в парламенте Украины.

### 2004 год. Принятие «Конституционной реформы» в Верховной Раде (402 голоса)
Во время Оранжевой революции (в начале декабря 2004 года) президент Кучма (при поддержке соцпартии Мороза, компартии Симоненко, при поддержке премьер-министра Януковича) поставил условие, что согласится на «переголосование второго тура президентских выборов» только в обмен на принятие в парламенте «Конституционной реформы» (к этому времени Верховный Суд Украины уже принял 3 декабря 2004 года решение о «невозможности установления результата на выборах президента, по причине массовых фальсификаций»).
Для преодоления острого политического кризиса, стремясь остановить эскалацию противостояния в стране, по требованию политических сил Леонида Кучмы, Виктора Януковича, соцпартии, компартии — 8 декабря 2004 года Верховная Рада приняла (402 голоса «за», в частности «за» голосовала вся фракция «Партии регионов»; но не голосовала вся фракция «Блока Юлии Тимошенко» и лично Виктор Ющенко и Юлия Тимошенко) Закон Украины № 2222-IV «о внесении изменений в Конституцию Украины» и (в пакете к нему) «Закон о внесении изменений в закон о выборах Президента» (последний позволил провести переголосование второго тура выборов Президента). Президент Украины Леонид Кучма подписал эти документы немедленно после голосования — на трибуне Верховной Рады.
Закон об изменении в Конституции (о политической реформе) предусматривал переход от президентско-парламентской к парламентско-президентской форме управления — то есть формирование правительства осуществлял не президент, а «коалиция депутатских фракций»; также срок полномочий Верховной Рады был продлён до 5 лет (по Конституции-1996 — 4 года).
Согласно заключительным и переходным положениям закона, основные положения «Конституционной реформы» начинали действовать с момента инаугурации нового президента, а менее значимые положения (относящиеся к системе местного самоуправления) — либо с 1 января 2006, либо с 1 сентября 2005 (в зависимости от того, будет ли к 1 сентября 2005 года принят «Закон о местном самоуправлении» (законопроект 3207-1), который впоследствии так и не был принят).

### 2006 год. Янукович против отмены Конституционной реформы 2004 года
В 2005—2009 годах руководители «Партии регионов» неоднократно заявляли, что они полностью поддерживают «Конституционную реформу 2004 года» и категорически против её отмены. В частности, 9 сентября 2006 года Виктор Янукович заявил на телеканале «Интер», что нет юридических оснований для отмены «Конституционной реформы»:
- «Конституционная реформа произошла и уже действует 11 месяцев, и стремление политиков делать какие-либо шаги к отмене ныне действующей Конституции — они не будут иметь последствий юридических». Янукович также отметил, что мировой опыт показывает, что парламентско-президентская система является наиболее эффективной, так как позволяет создать эффективный механизм сотрудничества правительства и парламента[12].

### 2010 год. Отмена Конституции 2004 года (без голосования в парламенте)
В середине 2010 года 252 народных депутата (фракция «Партии регионов» и их союзники в парламенте) направили в Конституционный суд Украины запрос с требованием отмены «Конституционной реформы».
30 сентября 2010 года Конституционный суд Украины принял решение о том, что Закон № 2222 о внесении поправок в Конституцию Украины (принятый в Верховной Раде 8 декабря 2004 года и известный как «Конституционная реформа») был принят с нарушением процедуры, а именно, перед голосованием в него были внесены изменения, которые не прошли экспертизу в Конституционном Суде. На этом основании Конституционный Суд Украины 30 сентября 2010 года прекратил действие Конституции в редакции 2004 года, которая действовала в период 2005—2010 годов:
- «Закон N2222 теряет силу со дня принятия этого решения», — говорится в вердикте суда. Конституционный Суд объявил, что с 30 сентября 2010 года действует Конституция 1996 года. На органы государственной власти была возложена задача привести нормативно-правовые акты в соответствие со старой Конституцией в версии от 28.06.1996 года. Решение Конституционного Суда обязательно для выполнения на территории Украины, окончательное и обжалованию не подлежит.

Однако по Конституции Украины, изменения в тексте Конституции Украины могут быть приняты только Верховной Радой Украины, то есть требуется провести голосование на двух сессиях Верховной Рады с соблюдением всех процедур (в частности, согласно статьям 155 и 156 Конституции Украины в редакциях и 1996, и 2004 годов, требуется чтобы за изменения Конституции проголосовало конституционное большинство в 300 голосов).
В «Особом мнении» к указанному решению Конституционного Суда — судьи В. И. Шишкин и П. Б. Стецюк отметили, что Конституционный Суд вправе признать нарушения в процедуре принятия Закона № 2222 (Конституционной реформы), но:
- не имел прав на смену существующего устройства власти на Украине, а должен был лишь поручить Верховной Раде принять решение о подтверждении «Конституционной реформы», или о её отмене, поскольку изменения Конституции могут быть осуществлены только через голосование в Верховной Раде, ведь существует «исключительное право Верховной Рады Украины на „окончательное вмешательство“ в текст Конституции Украины, за исключением разделов I, III, XIII, когда такое право принадлежит непосредственно украинскому народу… Такой подход вытекает из положений части второй статьи 19 Конституции» (из «Особого мнения» В. И. Шишкина)[13].
- Конституционный Суд незаконно возложил на себя функции Верховной Рады: «Конституционный Суд Украины… совершив конституционный пересмотр существующего устройства власти в государстве, взял на себя полномочия учредительной власти в государстве (Верховной Рады и президента), что противоречит части второй статьи 19 Конституции Украины» (из «Особого мнения» В. И. Шишкина)[13].

Политики оппозиционного лагеря (прежде всего Юлия Тимошенко) заявили, что Конституционный Суд по поручению президента Януковича — совершил антиконституционный переворот, в результате чего президент Янукович присвоил себе право на формирование правительства. Политологи и историки также характеризует произошедшее увеличение президентских полномочий как конституционный переворот, и Януковича, соответственно, как нелегитимного президента. Оппозиция не смогла эффективно противодействовать указанному решению Конституционного Суда из-за существовавшей в то время разобщенности, а также поскольку в те времена на Украине активно развивались процессы, которые в шести постановлениях Европейского Парламента названы «политически мотивированное судебное преследование» (см. «Уголовное преследование чиновников правительства Тимошенко» и «Уголовное преследование Юлии Тимошенко (с 2010 года)»).
Сомнения относительно легитимности указанного решения Конституционного Суда высказываются известными юристами даже через несколько лет — например заслуженный юрист Украины, профессор Виктор Мусияка, который был одним из авторов Конституции-1996 (в момент её принятия работал на должности «Постоянный представитель президента в Верховной Раде») заявил 28 июня 2013 года (в День Конституции Украины): «Трудно сказать, какая Конституция сейчас действует».

#### Реакция ПАСЕ и Венецианской комиссии
5 октября 2010 года Парламентская Ассамблея Совета Европы обратилась к «Венецианской комиссии» с просьбой дать оценку решению Конституционного Суда Украины об отмене политреформы 2004 года. 18 декабря 2010 года «Венецианская комиссия» составила своё мнение, в котором назвала «крайне необычным для европейского конституционного права» тот факт, что поправки к Конституции Украины были признаны Конституционным судом Украины «противоречащими Конституции» после того, как они действовали шесть лет.

### 2014 год. Возвращение к Конституции в редакции 2004 года (386 голосов)
21 февраля 2014 года Верховная Рада Украины проголосовала за восстановление Конституции Украины в редакции 2004 года — «за» проголосовало 386 депутатов, в том числе 140 депутатов «Партии регионов», 89 «Батькивщины», 40 «Удар», 35 «Свобода», 32 Компартии Украины (из 32), 50 нефракционных депутатов. Согласно статье 94 Конституции Украины (в ред. от 28.06.1996), если президент Украины в течение 15 дней (в данном случае, до 8 марта) не возвратил закон для повторного рассмотрения, закон считается одобренным президентом Украины и должен быть подписан и официально обнародован. Однако, не дожидаясь окончания этого срока, председатель Верховной Рады Александр Турчинов подписал закон о восстановлении конституции в редакции 2004 года и 23 февраля он был опубликован.
Конституция была восстановлена на том основании, что 30 сентября 2010 года она была отменена решением Конституционного Суда, без голосования в парламенте, что грубо противоречит положениям самой Конституции и в редакции 1996 года, и в редакции 2004 года.
27 февраля 2014 года на основании восстановленной Конституции в Верховной Раде была создана правящая коалиция «Европейский выбор», назначившая на должность премьер-министра Арсения Яценюка, который сформировал новое правительство.
Ранее, 22 февраля 2014 года, когда стало известно, что президент Янукович находится в Харькове, Верховная Рада констатировала, что он самоустранился от исполнения полномочий президента, поэтому Верховная Рада проголосовала за лишение Януковича президентских полномочий и назначила досрочные выборы президента на 25 мая 2014 года («за» 328 депутатов, в том числе большая часть фракции «Партии регионов»). Находясь в Харькове, Янукович заявил, что не уйдёт в отставку.
22 февраля 2014 года Верховная Рада проголосовала за то, чтобы, согласно статье 112 Конституции Украины (в ред. от 08.12.2004), временно возложить обязанности президента на председателя парламента Александра Турчинова («за» 285 депутатов), до избрания президента на досрочных выборах 25 мая 2014 года. 23 февраля Верховная Рада приняла соответствующее постановление. Однако, согласно данной статье председатель Верховной рады может стать и. о. президента только в случае досрочного прекращения полномочий президента (полномочия действующего на тот момент президента Януковича не были досрочно прекращены, как этого требуют ст. 108—111 Конституции Украины). В свою очередь, постановление Верховной Рады от 22 февраля содержало указание на то, что Янукович «неконституционным способом самоустранился от осуществления конституционных полномочий» и «не исполняет свои обязанности».

### 2015 год. Внесение изменений в части децентрализации
Президент Украины Пётр Порошенко 2 июля 2015 года внёс на рассмотрение парламента законопроект № 2217а «О внесении изменений в Конституцию Украины (в части децентрализации власти)». 9 июля законопроект был одобрен Венецианской комиссией. Законопроект предусматривает внесение изменений в Конституцию Украины, которым закрепляется отход от централизованной модели управления государством и вводится новая система территориальной организации власти на Украине. 16 июля Рада 288 голосами «за» (57 «против» при 10 воздержавшихся и 19 не голосовавших депутатах) направила законопроект на рассмотрение в Конституционный Суд Украины. 31 июля Конституционный суд Украины под председательством судьи Василия Брынцева обнародовал заключение, согласно которому изменения соответствуют частям 157 и 158 Конституции Украины и не предусматривают отмены или ограничения прав и свобод человека и гражданина.
Наибольшие споры у ряда депутатов по закону вызвал пункт 18 переходных положений Конституции, которым устанавливается, что «особенности местного самоуправления отдельных районов Донецкой и Луганской областей регулируются отдельным законом». Этот пункт был «прицеплен» к законопроекту о децентрализации несколько искусственно, и сам Порошенко сослался на то, что это необходимо для выполнения пункта 11 минских соглашений, согласно которым до конца 2015 года предусмотрено «проведение конституционной реформы на Украине со вступлением в силу к концу 2015 года новой Конституции, предполагающей в качестве ключевого элемента децентрализацию (с учётом особенностей отдельных районов Донецкой и Луганской областей, согласованных с представителями этих районов)». Несмотря на заверения власти, противники закона считают, что с принятием этих норм будет фактически легализован особый статус ЛНР и ДНР в составе Украины, создающий угрозу закреплённой в Конституции территориальной целостности и унитарности страны.
31 августа 2015 года состоялось голосование за законопроект в первом чтении. Голосование проводилось в последний день работы 2-й сессии Верховной Рады VIII созыва. С утра депутаты фракции Радикальной партии и ряд примкнувших к ним противников принятия законопроекта заблокировали президиум и трибуну в сессионном зале. После переговоров в 12 часов трибуна была разблокирована, но противники законопроекта криками и сиреной пытались сорвать выступления докладчиков. Тем не менее к голосованию в 13:00 все депутаты заняли свои места (за исключением трёх руководителей Рады, спикер Гройсман голосовал с трибуны). Из 368 присутствующих за законопроект проголосовали 265 народных депутатов (при 226 необходимых), против — 87 при 5 воздержавшихся и 11 не голосовавших депутатах. Принятие законопроекта, за который не голосовали три фракции коалиции, но голосовала часть оппозиции, вызвало раскол в коалиции и выход из неё Радикальной партии. Пять депутатов «Самопомощи» во главе с Анной Гопко, поддержавших законопроект, сразу же после заседания были исключены из фракции за «оппортунизм». В то же время на Площади Конституции перед Верховной радой прошли столкновения националистов и сотрудников правоохранительных органов, в ходе которых из-за взрыва брошенного взрывного устройства погибли 4 нацгвардейца.
Рассмотрение законопроекта во втором, окончательном чтении было намечено на 2016 год, но так и не состоялось. О поддержке законопроекта заявлял «Оппозиционный блок» (43 депутата в Верховной Раде), против него выступило Объединение «Самопомощь», Радикальная партия Олега Ляшко и Всеукраинское объединение «Свобода».

### 2018—2019 годы. Закрепление европейского и евроатлантического курса Украины
В сентябре 2018 года президент Порошенко внёс в Верховную Раду проект изменений в Конституцию страны, предусматривающий закрепление в ней европейского и евроатлантического курса Украины. 7 февраля 2019 года Верховная рада приняла этот законопроект, после чего 19 февраля Порошенко его подписал. Таким образом, в преамбуле Конституции закреплена формулировка о «европейской идентичности украинского народа и необратимости европейского и евроатлантического курса Украины», а в ст. 102 полномочия главы государства были расширены: он стал «гарантом реализации стратегического курса государства на приобретение полноправного членства в Европейском союзе и Организации Североатлантического договора».

### 2019 год. Изменения в Конституции, предлагаемые президентом Зеленским
3 сентября Верховная рада IX созыва поддержала во втором чтении и в целом законопроект об отмене неприкосновенности народных депутатов. Таким образом из ст. 80 Конституции удаляются два абзаца о том, что депутатам гарантируется неприкосновенность и без согласия Верховной рады их нельзя привлечь к уголовной ответственности. Депутатская неприкосновенность отменена с 1 января 2020 года.
30 августа Зеленский внёс в парламент проект закона о внесении изменений в статью 81 Конституции о дополнительных основаниях досрочного прекращения полномочий народного депутата Украины.
30 августа Зеленский внёс в парламент проект закона, которым предлагается уменьшить состав Верховной рады до 300 народных депутатов, ввести чисто пропорциональную избирательную систему и языковой ценз (владение государственным языком) для кандидатов в депутаты.
3 сентября Рада направила в Конституционный суд президентский законопроект, которым предлагается предоставить президенту право формировать Национальное антикоррупционное бюро, назначать на должности и освобождать от должностей директора НАБУ и директора Государственного бюро расследований, а также образовывать независимые регуляторные органы, осуществляющие государственное регулирование, мониторинг и контроль за деятельностью субъектов хозяйствования в отдельных сферах, назначать на должности и освобождать от должностей их членов.
3 сентября Рада направила в Конституционный суд президентский законопроект, которым предлагается предоставить право законодательной инициативы «народу».

## О положениях Конституции Украины в редакции 1996 года
- В соответствии со статьёй 161 Конституции день её принятия является государственным праздником — Днём Конституции Украины. В день принятия Конституции Верховная Рада Украины приняла закон, по которому 28 июня объявлен праздничным (нерабочим) днём[59].

Конституционный возраст
- право выезда за границу с заграничным паспортом — 18 лет[60] (Согласно ст. 4 Закона «О порядке выезда с Украины и въезда на Украину граждан Украины» с 1 января, 2012)
- право голоса гражданина — 18 лет
- минимальный возраст народного депутата, члена парламента — 21 год
- минимальный возраст судьи — 25 лет
- минимальный возраст Президента — 35 лет
- минимальный возраст судьи Конституционного суда — 40 лет
- максимальный возраст судьи — 65 лет

Конституционные сроки
- право голоса гражданина на выборах — бессрочно
- срок проживания на Украине народного депутата до избрания — 5 лет
- срок полномочий президента — 5 лет
- срок полномочий парламента — 5 лет
- срок проживания на Украине президента до избрания — 10 лет
- срок полномочий генерального прокурора — 6 лет
- срок полномочий судьи Конституционного суда — 9 лет
- срок полномочий председателя Конституционного суда — 3 года
- срок проживания на Украине претендента на должность судьи — 10 лет
- срок проживания на Украине претендента на должность судьи Конституционного суда — 20 лет
- срок работы в области права претендента на должность судьи — 3 года
- срок работы в области права претендента на должность судьи Конституционного суда — 10 лет
- срок первого назначения судьи — 5 лет
- срок полномочий депутатов органов местного самоуправления — 5 лет
- срок полномочий председателей органов местного самоуправления — 5 лет

Указанный в Конституции количественный состав органов власти
- Парламент (Верховная рада) — 450 чл.
- Конституционный суд — 18 чл.
- Высший совет юстиции — 20 чл.

Конституционная неприкосновенность
Субъекты:
- граждане — личная неприкосновенность
- народные депутаты, члены парламента — депутатская неприкосновенность
- президент — президентская неприкосновенность на все время полномочий
- судьи — судейская неприкосновенность и личная безопасность на все время полномочий

Объекты:
- территория страны
- жильё

Языки в Конституции Украины
В Конституции Украины употребляется следующая терминология относительно языков:
- «украинский язык» — определён как государственный
- «русский язык» — не имеет статуса государственного, но упомянут отдельно ввиду его широкого распространения на Украине : «На Украине гарантируется свободное развитие, использование и защита русского и других языков национальных меньшинств Украины» (см. статья 10 Конституции Украины)
- «языки национальных меньшинств»
- «языки международного общения»
- «родные языки граждан, принадлежащих к национальным меньшинствам»
- «национальные языки Автономной Республики Крым»

Отдельный статус в Конституции Украины
Отдельный правовой статус определён для:
Субъектов:
- иностранцев
- судей
- народных депутатов
- Совета национальной безопасности и обороны (СНБО)
- представителя президента Украины в Автономной Республике Крым
- председателей органов местного управления
- депутатов органов местного управления

Объектов:
- столицы Украины
- специальный статус других городов
- национальной валюты
- иностранной валюты
- города Киева
- города Севастополя
- местностей как курортов

Правовой режим в Конституции Украины
- собственности
- государственной границы
- военного положения
- чрезвычайного положения
- зон чрезвычайного экологического состояния
- экономический (свободных и специальных зон)
- миграционный (свободных и специальных зон)

Собственность в Конституции Украины
Виды собственности по
- субъекту
  - народная собственность (собственность украинского народа)
    - объектом являются природные ресурсы

  - государственная собственность
  - коммунальная собственность
  - частная собственность
    - юридических лиц
    - физических лиц

  - совместная собственность
- объекту
  - природные ресурсы
  - материальные
    - живые
    - неживые

  - нематериальные
    - интеллектуальная собственность

Собрание в Конституции Украины
- пленум парламента
- пленум Верховного суда
- пленум Конституционного суда
- съезд судей Украины
- съезд адвокатов Украины
- съезд представителей юридических высших учебных заведений
- всеукраинская конференция работников прокуратуры

Другие формы публичных мероприятий: пикет, митинг, демонстрация, шествие.
Присяга в Конституции Украины
- присяга народного депутата
- присяга президента
- присяга судьи
- военная присяга

Иные положения
- В статье 20 город Киев определён как столица Украины; в статье 133 Киеву также присвоен специальный статус.
- Народ непосредственно принимает участие в осуществлении правосудия через народных заседателей и присяжных (статья 124).
- На Украине от имени народа выступает парламент, от имени государства выступает президент, именем Украины устанавливаются судами решения, от имени народа право собственности народа на природные ресурсы осуществляют органы государственной власти и органы местного самоуправления.
- Президент Украины избирается народом на всеукраинских выборах, а смещается с должности парламентом в соответствии с процедурой импичмента.
- Украина в статье 1 Конституции провозглашена правовым государством, в статье 8 провозглашён принцип верховенства права, согласно статье 124 юрисдикция судов распространяется на все правоотношения, возникающие в государстве.
- В Конституции не записано, к какой ветви власти относится прокуратура.
- Народ избирает законодательную ветвь власти (парламент) и главу государства (президента), которые назначают исполнительную (правительство) и судебную ветви власти.